# Militino Cesário Rosa
Militino Cesário Rosa (Muriaé, 21 de agosto de 1900 – 3 de agosto de 1959) foi um farmacêutico brasileiro.
Foi eleito membro da Academia Nacional de Medicina em 1941, ocupando a Cadeira 99, que tem Oscar Frederico de Souza como patrono.